# Éric Chahi
Éric Chahi (Essonne, 21 oktober 1967) is een Frans ontwerper van computerspellen. Hij is bekend geworden als de bedenker van het spel Another World uit 1991.

## Carrière
Chahi startte in 1983 met programmeren op de Oric Atmos en Amstrad voor het bedrijf Loriciels. Hij werkte daarna aan het spel Jeanne d'Arc voor de Atari ST en Amiga. In 1989 ging hij voor Delphine Software International werken, waar hij zich bezigde met het grafische gedeelte voor het spel Future Wars van ontwerper Paul Cuisset. Chahi ontwikkelde daarna het spel Another World, waarbij hij elk aspect van het spel zelf ontwierp. Dit spel werd geprezen vanwege de sfeer en het minimalisme.
Nadat Chahi Delphine verliet richtte hij zijn eigen studio op, genaamd Amazing Studio. Hij werkte hier verder aan het spel Heart of Darkness, dat uiteindelijk zes jaar in ontwikkeling was. Toen het spel uitkwam in 1998 kreeg het matige recensies vanwege de korte lengte van het spel, en de toen inmiddels gedateerde grafische elementen.
Hij trok zich enkele jaren terug uit de computerspelindustrie, maar keerde terug bij Ubisoft in de jaren 2010.
In 2006 bracht Chahi een gemoderniseerde versie van Another World uit voor Windows. Deze versie werd geporteerd naar de Xbox One, PlayStation 3, PlayStation 4, PlayStation Vita, Nintendo 3DS, en Wii U als onderdeel van de 20th anniversary edition.
Op 14 juni 2010 werd een trailer getoond op de Electronic Entertainment Expo (E3) van Chahi's nieuwste spel From Dust. Het spel werd omschreven als een mix tussen Populous en Black & White. In 2011 kwam het uit op Microsoft Windows, PlayStation Network, and Xbox Live Arcade.
In 2020 kwam het VR spel Paper Beast uit waarvan Chahi de bedenker is. Pixel Reef ontwikkelde het spel en bracht het uit op Playstation 4 en Microsoft Windows.

## Spellen
Een lijst van titels waar Éric Chahi bij betrokken was in de ontwikkeling zijn:
| - Frog (1983) - Carnaval (1983) - Le Sceptre d'Anubis (1984) - Doggy (1984) - Infernal Runner (1985) - Le Pacte (1986) - Danger Street (1987) - Journey to the Center of the Earth (1988) | - Joan of Arc: Siege and the Sword (1989) - Future Wars (1989) - Another World (1991) - Heart of Darkness (1998) - Amiga Classix 4 - From Dust (2011) - Paper Beast (2020) |